# LPGA of Korea Tour 2014
De LPGA of Korea Tour 2014 was het 37ste seizoen van de Ladies Professional Golf Association of Korea Tour. Het seizoen begon met het Lotte Mart Women's Open, in april 2014, en eindigde met het Hyundai China Women's Open, in december 2014. Er stonden 28 toernooien op de agenda.

## Kalender
| Data  | Data  | Toernooi                                   | Stad        | Winnaar            | Score | Score | Info                   |
| ----- | ----- | ------------------------------------------ | ----------- | ------------------ | ----- | ----- | ---------------------- |
| 10-04 | 13-04 | Lotte Mart Women's Open                    | Jeju        | Lee Min-young      | 272   | –16   |                        |
| 25-04 | 27-04 | Nexen Saint Nine Masters                   | Gimhae      | Baek Kyu-jung      | 207   | –9    |                        |
| 02-05 | 04-05 | Edaily Ladies Open                         | Muju        | Lee Seung-hyun     | 206   | –10   |                        |
| 16-05 | 18-05 | Woori Ladies Championship                  | Pocheon     | Kim Sei-young po   | 206   | –10   |                        |
| 22-05 | 25-05 | Doosan Match Play Championship             | Chuncheon   | Yoon Seul-a        | 4&3   | 4&3   | Runner up: Kim Ha-neul |
| 30-05 | 01-06 | E1 Charity Open                            | Icheon      | Heo Yoon-kyung     | 204   | –12   |                        |
| 06-06 | 08-06 | Lotte Cantata Women's Open                 | Jeju        | Baek Kyu-jung      | 198   | –18   |                        |
| 13-06 | 15-06 | S-OIL Champions Invitational               | Jeju        | Chun In-gee        | 204   | –12   |                        |
| 19-06 | 22-06 | Kia Motors Korea Women's Open Championship | Incheon     | Kim Hyo-joo        | 285   | –3    |                        |
| 04-07 | 06-07 | Kumho Tire Women's Open                    | Weihai      | Kim Hyo-joo        | 203   | –13   |                        |
| 18-07 | 20-07 | Jeju Samdasoo Masters                      | Jeju        | Yoon Chae-young po | 205   | –11   | Nieuw toernooi         |
| 31-07 | 03-08 | Hanwha Finance Classic                     | Taean       | Kim Hyo-joo        | 283   | –5    |                        |
| 08-08 | 10-08 | KyoChon Honey Ladies Open                  | Daegu       | Min Lee-jung po    | 209   | –10   | Nieuw toernooi         |
| 14-08 | 17-08 | Nefs Masterpiece                           | Hongcheon   | Ko Jin-young       | 281   | –7    |                        |
| 22-08 | 24-08 | MBN Women's Open by On Off                 | Yangpyeong  | Kim Sei-young      | 203   | –13   |                        |
| 29-08 | 31-08 | Charity High1 Resort Open                  | Jeongseon   | Jang Ha-na         | 204   | –12   |                        |
| 12-09 | 14-09 | YTN-Volvik Women's Open                    | Eumseong    | Lee Jung-min       | 203   | –13   | Nieuw toernooi         |
| 18-09 | 21-09 | MetLife Korea Economic KLPGA Championship  | Ansan       | Baek Kyu-jung po   | 278   | –10   |                        |
| 26-09 | 28-09 | KDB Daewoo Securities Classic              | Pyeongchang | Chun In-gee po     | 204   | –12   |                        |
| 03-10 | 05-10 | OK! Savings Bank Pak Se-ri Invitational    | Yeoju       | Lee Min-young po   | 213   | –3    |                        |
| 09-10 | 12-10 | Hite Jinro Championship                    | Yeoju       | Kim Hyo-joo po     | 284   | –4    |                        |
| 17-10 | 19-10 | LPGA KEB-HanaBank Championship             | Incheon     | Baek Kyu-jung      | 278   | –10   |                        |
| 23-10 | 26-10 | KB Financial Star Championship             | Gwangju     | Kim Hyo-joo        | 276   | –12   |                        |
| 30-10 | 02-11 | Seoul Economic Daily Ladies Classic        | Yongin      | Heo Yoon-kyung po  | 209   | –7    |                        |
| 07-11 | 09-11 | ADT CAPS Championship                      | Gimhae      | Kim Min-sun po     | 205   | –11   |                        |
| 14-11 | 16-11 | Chosun Ilbo Championship by POSCO          | Songdo      | Chun In-gee        | 204   | –12   |                        |
| 12-12 | 14-12 | Hyundai China Women's Open                 | Shenzhen    | Kim Hyo-joo        | 202   | –14   |                        |

| po = winnares na play-off |